# Vivàrium
Un vivàrium (llatí, literalment per "lloc de vida"; plural: vivaria o vivariums) és una àrea normalment tancada per mantenir i cuidar animals o plantes per la seva observació o recerca. Sovint, una porció de l'ecosistema o hàbitat particular de l'espècie conservada en ella és simulat en una escala més petita, amb condicions mediambientals controlades.
Depenent del contingut els vivàriums es poden classificar en:
Aquari: recipient parcialment o totalment transparent en el qual es reprodueixen les condicions ambientals necessàries per a éssers de vida aquàtica.
Terrari: recipient en el qual es reprodueixen les condicions ambientals necessàries per a éssers de vida terrestre. Exemples de terraris són els insectaris.
Paludàrium: recipient parcialment o totalment transparent en el qual es reprodueixen les condicions ambientals necessàries per a éssers de vida semi-aquàtica, normalment adaptats per a tortugues i amfibis en captivitat. Entre els aficionats a l'aquariofília destaca el ripàrium que reprodueix les condicions ambientals de les riberes, on l'únic component terrestre són les parts aèries de certes plantes amb arrels sota l'aigua. 

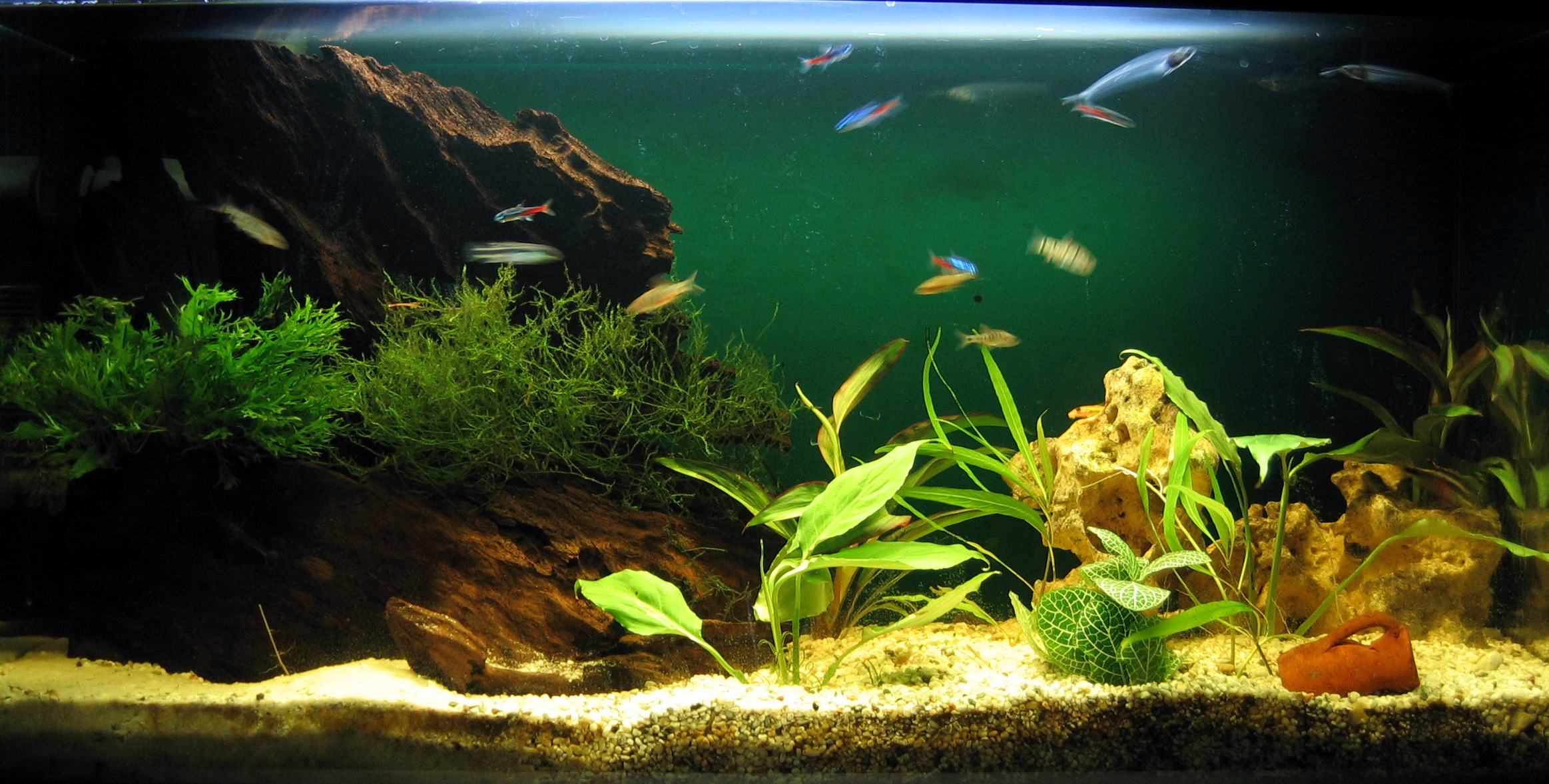
Un aquari.
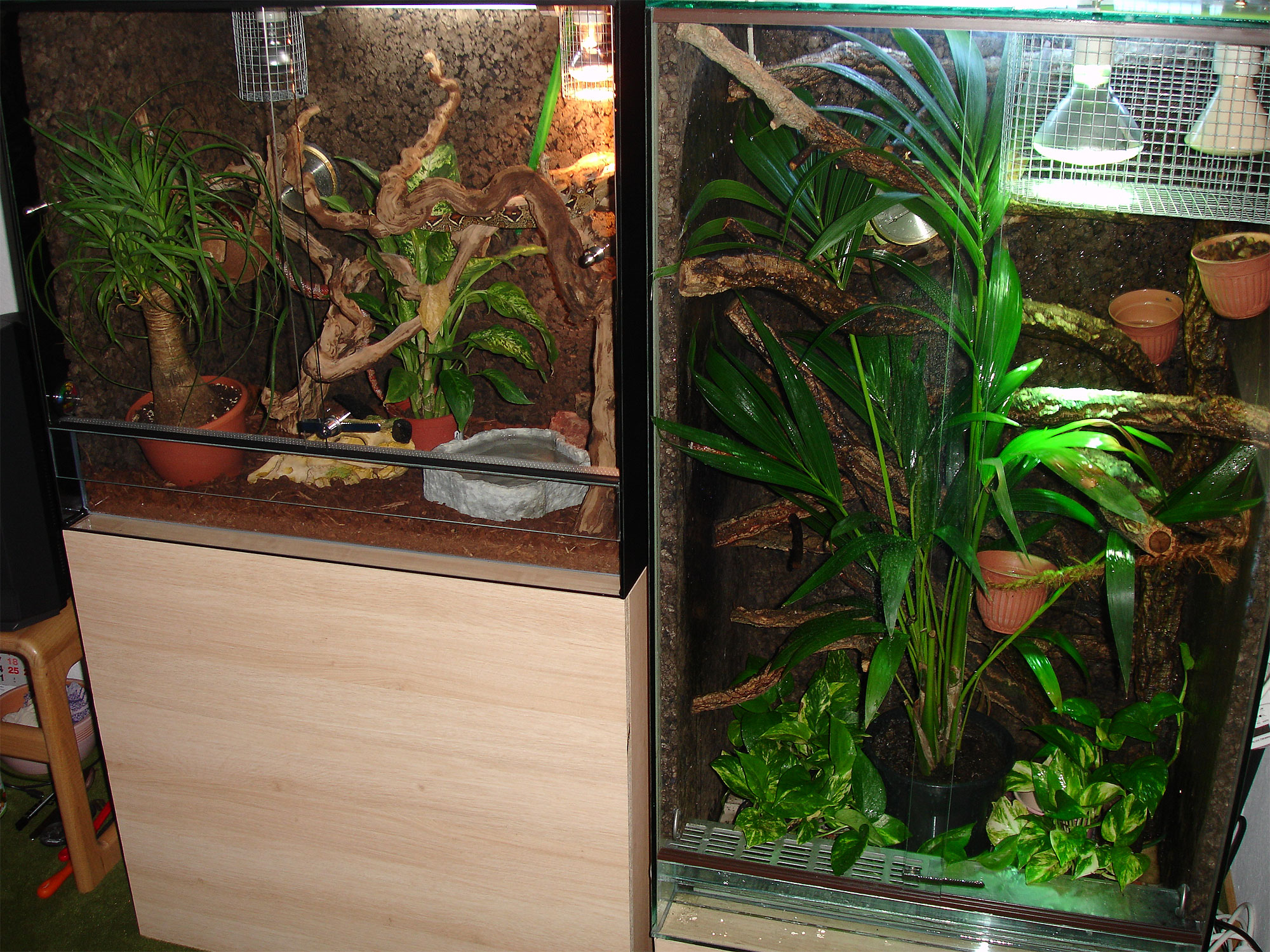
Un Terrari.
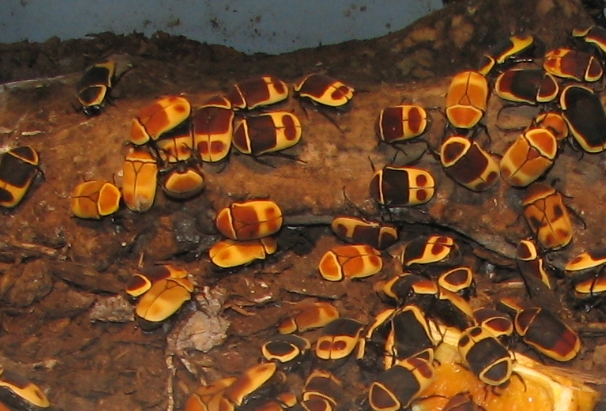
Un insectari.